# Communauté de communes du Pays de Du Guesclin
Die Communauté de communes du Pays de Du Guesclin ist ein ehemaliger französischer Gemeindeverband mit der Rechtsform einer Communauté de communes im Département Côtes-d’Armor, dessen Verwaltungssitz sich in dem Ort Broons befand. Sein Einzugsgebiet lag im Südosten des Départements. Der am 20. Dezember 1993 gegründete Gemeindeverband bestand aus neun Gemeinden.

## Aufgaben des Gemeindeverbands
Da die Mehrzahl der Gemeinden sehr klein waren und Bürgermeister (Maires) im Nebenamt hatten, war die Communauté für verschiedene Aufgaben der beteiligten Gemeinden zuständig. Es bestanden sechs Kommissionen (wirtschaftliche Entwicklung; Finanzen und Personal; Straßenbau; Kommunikation/Fremdenverkehr/Erhalt Kulturgüter; Umweltschutz; Kinder/Jugend/Kultur), welche übergemeindlich tätig waren.

## Historische Entwicklung
Mit Wirkung vom 1. Januar 2017 wurde der Gemeindeverband aufgelöst und seine Mitgliedsgemeinden auf die Gemeindeverbände Dinan Agglomération und Communauté de communes Lamballe Terre et Mer aufgeteilt.

## Ehemalige Mitgliedsgemeinden
Der Communauté de communes du Pays de Du Guesclin gehören alle neun Gemeinden des (bisherigen) Kantons Broons an. Dies sind:
| Gemeinde        | Einwohner 1. Januar 2022 | Fläche km² | Dichte Einw./km² | Code INSEE | Postleitzahl |
| --------------- | ------------------------ | ---------- | ---------------- | ---------- | ------------ |
| Broons          | 2.931                    | 35,21      | 83               | 22020      | 22250        |
| Éréac           | 676                      | 21,21      | 32               | 22053      | 22250        |
| Lanrelas        | 866                      | 29,40      | 29               | 22114      | 22250        |
| Mégrit          | 809                      | 20,63      | 39               | 22145      | 22250        |
| Rouillac        | 402                      | 15,77      | 25               | 22267      | 22250        |
| Sévignac        | 1.116                    | 43,25      | 26               | 22337      | 22250        |
| Trédias         | 504                      | 11,01      | 46               | 22348      | 22250        |
| Trémeur         | 806                      | 14,56      | 55               | 22369      | 22250        |
| Yvignac-la-Tour | 1.106                    | 35,39      | 31               | 22391      | 22350        |